# Первый дивизион Королевской испанской футбольной федерации
Первый дивизион Королевской испанской футбольной федерации (исп. Primera División RFEF), также известный как Первый дивизион RFEF — третий по значимости дивизион в системе футбольных лиг Испании после Примеры и Сегунды.
Первый дивизион Королевской испанской футбольной федерации был основан в 2021 году (первый сезон — 2021/22). Он управляется Королевской испанской футбольной федерацией.

## История
В 2020 году Королевская федерация футбола Испании объявила о создании трех новых дивизионов, двух полупрофессиональных и одного любительского: Первый дивизион RFEF как новый третий уровень испанской футбольной системы; Второй дивизион RFEF как новый четвёртый уровень (при проведении соревнования используется тот же принцип, что использовался в Сегунде Б); и Третий дивизион RFEF как новый пятый уровень (так же, как и в Терсере, в соответствии с правилами проведения которого образуются группы, которые ограничены каким-либо автономным сообществом и управляются местными органами управления).
30 июня 2022 года дивизион был переименован в Primera Federación.

## Формат проведения
Первый дивизион Королевской испанской футбольной федерации состоит из 40 команд, которые разделены по географическому принципу на две группы по 20 в каждой. На первый сезон розыгрыша турнира список участников распределился следующим образом: 4 команды, которые покинули Сегунду по итогам прошлого сезона, и 36 команд-участниц Сегунды Б.
Как и другие испанские соревнования, он проводится ежегодно, начинаясь в конце августа или начале сентября и заканчиваясь в мае или июне следующего года. Двадцать команд в каждой группе играют друг с другом по два матча, дома и на выезде, всего тридцать восемь матчей. В конце сезона семь команд, набравших наибольшее количество очков в каждой группе, за исключением резервных команд, проходят в следующий розыгрыш Кубка Испании. В конце сезона в общей сложности четыре команды переходят во второй дивизион, а победители в каждой группе автоматически переходят в Сегунду. Команды, занявшие места со второго по пятое в каждой группе, сыграют в плей-офф за выход во второй дивизион, где две из восьми команд станут победителями плей-офф и перейдут в Сегунду. Пять худших команд из каждой группы покинут этот дивизион (вылет в четвёртый дивизион).
Итого:
- 1 место - прямое повышение в ранге + участие в финале за трофей.
- 2-5 места - участие в плей-офф за повышение в ранге.
- 16-20 места - понижение в четвёртый дивизион.

### Чемпион
Два победителя обеих групп играют в финале турнира. Победитель напрямую выходит во второй раунд Кубка Испании, а также получает трофей чемпиона Примера Федерасьон.

### Участие резервных команд
Резервные команды могут участвовать в Примера Федерасьон, если их основные команды выступают в более высоком дивизионе, но не могут выступать в том же дивизионе. Если команда понижается в классе или повышается в классе до того же дивизиона, резервная команда не будет повышена в классе или автоматически понизится в классе, чтобы они оставались в одном дивизионе.

## Краткий обзор сезонов
| Сезон   | Победитель группы 1    | Победитель группы 2 | Другие команды, повысившиеся в классе |
| ------- | ---------------------- | ------------------- | ------------------------------------- |
| 2021/22 | Расинг (Сантандер)     | Андорра             | Альбасете и Вильярреал B              |
| 2022/23 | Расинг (Ферроль)       | Аморебьета          | Алькоркон и Эльденсе                  |
| 2023/24 | Депортиво (Ла-Корунья) | Кастельон           | Малага и Кордоба                      |

Жирным цветом: чемпион всего турнира по итогам плей-офф

## Третьи дивизионы в системе футбольных лиг Испании
- 1929 — Сегунда (группа В)
- С 1929/30 по 1976/77 — Терсера
- С 1977/78 по 2020/21 — Сегунда B